# Hiệu thuốc

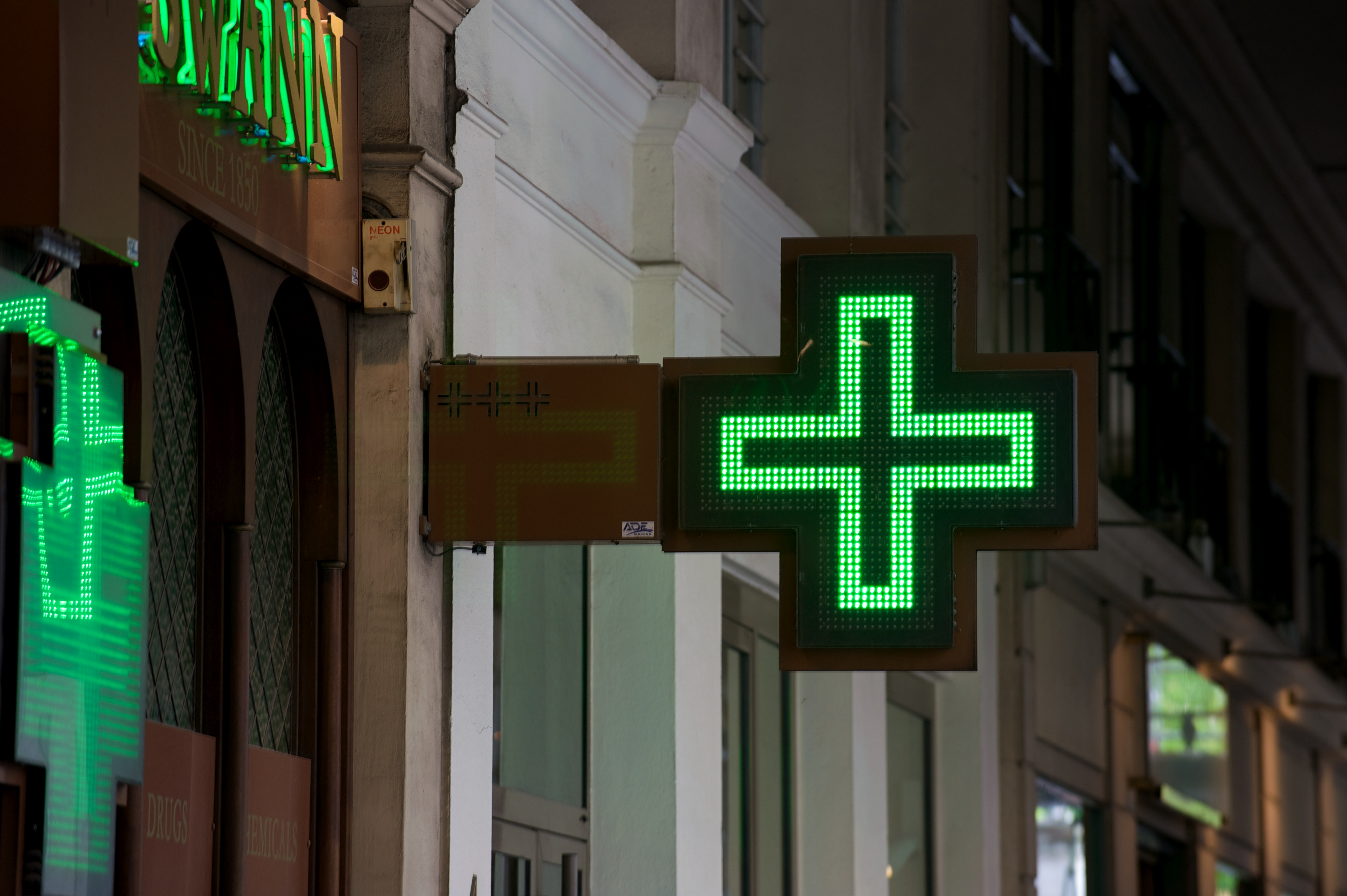
Hình chữ thập màu xanh là biểu trưng của nhà thuốc tại nhiều quốc gia trên thế giới.

Hiệu thuốc (tiếng Anh Anh: pharmacy; tiếng Anh Mỹ: drugstore), hay còn gọi là nhà thuốc hoặc quầy thuốc hoặctiệm thuốc là một cửa hàng bán lẻ chuyên cung cấp thuốc theo đơn và dược phẩm cùng với nhiều sản phẩm khác. Định nghĩa ở đây bao gồm cả tiệm thuốc Bắc và hiệu thuốc Tây. Tại quầy thuốc, dược sĩ sẽ giám sát quá trình kê toa và sẵn sàng khuyên bảo bệnh nhân về toa thuốc cũng như thuốc không kê đơn hoặc về các vấn đề y tế và chuyện giữ gìn sức khỏe. Một nhà thuốc điển hình thường nằm tại khu thương mại (cư xá) của cộng đồng dân cư.

## Bào chế hoặc pha trộn
Hầu hết các loại thuốc được sản xuất theo quy mô thương mại tại các nhà máy, sau đó được các nhà thuốc bào chế. Các loại không sản xuất thương mại phải được pha trộn từ nhiều thành phần khác. Năm 1930, người ta pha trộn 75% số dược phẩm, nhưng cho đến năm 1970 chỉ 1% trong số đó được pha trộn.